# Tim Wright
Timothy Brian Wright (viselt nevén: Tim Wright) (Wrexham, 1967. július 31. –) egy walesi videójáték zeneszerző, aki ismertségét az 1990-es évek videójátékaihoz készített szerzeményeivel alapozta meg.

## Életút
A zeneszerzést zongorán, gitáron és szintetizátoron kezdte, majd Commodore VIC-20-on és Commodore 64-en folytatta. Ezek a szerzeményei soha, semmilyen formában nem jelentek meg kereskedelmi termékként. Az 1980-as évek végén a Littlewoods cégnek dolgozott és demókhoz komponált zenéket. A Puggsy című videójátékhoz írt dala keltette fel Ian Hetherington érdeklődését, aki végül szerződtette cégéhez a Psygnosishoz. 1997-ig olyan játékok zenéin dolgozott, mint a Lemmings, Wipeout, a Wipeout 2097 vagy a Colony Wars.
A hardver jelentette korlátok inspirálták, hogy mind a chiptune dalok, mind az Amiga 4-csatornás hangrendszerére készített hangminták és hangmodulok, amennyire csak lehetséges, közelítsék egy hang-CD hangzását. Folyton igyekezett rábeszélni a programozókat - zene céljára - plusz 50-100 KB memória biztosítására, ahelyett, hogy megelégedett volna azzal, amit adni akartak. Ezáltal méretesebb hangmintákkal és jobban szóló dallamokkal tudott dolgozni, mint például a Shadow of the Beast II gitárszólója. Időről-időre visszatért ezekhez a "kötöttségekhez", csak hogy lássa, mi hozható ki belőle. Erre példa néhány Nintendo DS-re komponált zeneszám 2007-ben.
A Psygnosis után a Jester Interactive cégnél Sony PlayStation-re alkotott zenéket, majd 2003-ban megalapította saját multimédia cégét, a Tantrumedia Ltd.-t, melynek révén webhely-szolgáltatással, weboldal-készítéssel, szoftvertervezéssel és zenekiadással is foglalkozott, utóbbit "CoLD SToRAGE" álnéven.
A későbbi években egyes korábbi chiptune zeneszámait remixelte is, melyek megjelentek válogatás-CD-ken is (Immortal 2-3-4), így például a Shadow of the Beast III vagy az Agony videójátékok egy-egy népszerű betétdala. Először igyekezett hű lenni az eredeti hangzáshoz, csak megemelte a mintavételi frekvenciát és több szólamot alkalmazott. Aztán ráeszmélt, hogy ezeknek a számoknak a többsége többet is adhat a hallgatónak, így néhol dalszövegeket tett hozzá, más számokat pedig teljesen más stílusban újraírt.
Legismertebb alkotása a Wipeout videójáték zenéje, mely saját bevallása szerint is az a zene, amiről a legtöbbeknek ő jut eszébe. Jó volt látni anno, hogy egyesek lelkesen mesélik: "hallottam a játékban az Orbitalt, a Leftfieldet, a Chemical Brotherst ... de, ki ez a CoLD SToRAGE?" Wright egyfajta kulturális sokkot élt meg akkor, hiszen korábban sohasem írt zenét trance vagy dance stílusban. Alkotás közben, illetve helyi éjszakai klubokban igyekezett magába szívni a stílushatásokat. Ezzel együtt is két hét alatt elkészült a Wipeout zenéjével. Először múló dolognak gondolta ezt, de olyan sok rajongói levelet kapott, ami ösztönzőleg hatott rá, hogy részt vegyen a Wipeout 2097 zenéi elkészítésében is. Ezek közül a dalok közül is a legsikeresebb a Wipeout Pure betétdala, az "Onyx" című szám volt.
2005-ben megjelentette első saját stúdióalbumát "MELT" címmel, majd 2008-ban adta ki a másodikat "Android Child" néven. A MELT-en megjelent zenéit két csoportba, illetve lemezre osztotta, a VÖRÖS jelentette a gyorsabb, pörgősebb számokat, míg a KÉK a mélyebb értelmű, spirituális dalokat. Bonusz track-ként azért megjelent rajta az Onyx remixelt változata is.

## Stílusa
Tim Wright alapvetően mindig is a szintetizátorok és a nyers hanghullámok keltette zene rajongója volt. Egyesek szerint dalai valahol Jean-Michel Jarre, a Tangerine Dream és a trance stílusa között állnak. Saját bevallása szerint azonban inkább felrázza és átrendezi a stílusokat, így vannak számai, amelyek inkább a Prodigy-re hasonlítanak, mások meg inkább az Erasure felé hajlanak.

## Művei
| Játék                                     | Év   | Platform                        | Megjegyzés |
| ----------------------------------------- | ---- | ------------------------------- | ---------- |
| Awesome                                   | 1990 | Amiga                           |            |
| Carthage                                  | 1990 | Amiga                           |            |
| Tentacle                                  | 1990 | Amiga                           | kiadatlan  |
| The Killing Game Show                     | 1990 | Amiga                           | FMV Intro  |
| Lemmings                                  | 1990 | Amiga                           |            |
| Shadow of the Beast II                    | 1990 | Amiga                           |            |
| Armour-Geddon                             | 1990 | Amiga                           |            |
| Powermonger                               | 1990 | Amiga                           |            |
| Leander                                   | 1991 | Amiga                           |            |
| AmniOS                                    | 1991 | Amiga                           |            |
| Lost Soul                                 | 1991 | Atari ST                        |            |
| Agony                                     | 1992 | Amiga                           |            |
| Aquaventura                               | 1992 | Amiga                           |            |
| Shadow of the Beast III                   | 1992 | Amiga                           |            |
| Oh No! More Lemmings                      | 1992 | Amiga/PC/Macintosh/PS1          |            |
| Holiday Lemmings                          | 1992 | Amiga/PC/Macintosh              |            |
| Puggsy                                    | 1993 | Amiga                           |            |
| Last Action Hero                          | 1993 | Mega-CD                         |            |
| Combat Air Patrol                         | 1993 | PC                              |            |
| Phoenix Rising                            | 1993 | Mega-CD                         |            |
| Sensible Soccer                           | 1993 | Mega-CD                         |            |
| Mary Shelley's Frankenstein               | 1994 | Mega-CD                         |            |
| Bram Stoker's Dracula                     | 1994 | Mega-CD                         |            |
| Microcosm                                 | 1994 | Amiga CD32                      |            |
| No Escape                                 | 1994 | Mega-CD                         |            |
| Mickey Mania                              | 1994 | Mega-CD                         |            |
| Magician's Castle                         | 1994 | Amiga                           | kiadatlan  |
| Championship Soccer 94                    | 1994 | Mega-CD                         |            |
| Wipeout                                   | 1995 | PS1/Sega Saturn/PC              |            |
| Flink                                     | 1995 | Amiga CD32/Mega Drive/Mega-CD   |            |
| Wipeout 2097                              | 1996 | Amiga/PS1/Sega Saturn/PC        |            |
| Krazy Ivan                                | 1996 | PS1/Sega Saturn/PC              |            |
| Formula One                               | 1996 | PS1/PC                          |            |
| Adidas PowerSport Soccer                  | 1996 | PlayStation                     |            |
| Lemmings 95                               | 1996 | PC                              |            |
| Lemmings Paintball                        | 1996 | PC                              |            |
| Necromantics                              | 1996 | PC                              |            |
| Adidas PowerSport Soccer International 97 | 1997 | PlayStation                     |            |
| Chomper                                   | 1997 | Psion                           |            |
| Thunder Truck Rally                       | 1997 | PlayStation/PC                  |            |
| Codename: Tenka                           | 1997 | PlayStation                     |            |
| Colony Wars                               | 1997 | PlayStation                     |            |
| Brainless                                 | 1998 | PlayStation                     |            |
| WipEout64                                 | 1998 | Nintendo 64                     |            |
| Music                                     | 1998 | PlayStation                     |            |
| Tellurian Defence                         | 1999 | PC                              |            |
| Music 2000                                | 1999 | PS1/PC                          |            |
| MTV Music Generator 2                     | 2001 | PlayStation 2                   |            |
| Supertruck Racing                         | 2002 | PlayStation 2                   |            |
| Pocket Music                              | 2002 | Game Boy Color/Game Boy Advance |            |
| Music 2002 Slinky Club Edition            | 2002 | PC                              |            |
| Music 3000                                | 2003 | PlayStation 2                   |            |
| Jet Set Willy                             | 2004 | Java ME                         |            |
| Wipeout Pure                              | 2005 | PlayStation Portable            |            |
| Ring Factory                              | 2005 | PC                              |            |
| Dance eJay 7                              | 2005 | PC                              |            |
| HipHop eJay 6                             | 2005 | PC                              |            |
| Techno eJay 5                             | 2006 | PC                              |            |
| R&B eJay 1                                | 2007 | PC                              |            |
| eJay Virtual Music Studio                 | 2007 | PC                              |            |
| Sudoku                                    | 2007 | Nintendo DS                     |            |
| TT Superbike Legends                      | 2008 | PlayStation 2                   |            |
| eJay eQuality                             | 2008 | PC                              |            |
| Spellbound Party                          | 2009 | Wii                             |            |
| Spellbound                                | 2009 | Nintendo DS                     |            |
| Gravity Crash                             | 2009 | PS3/PSP                         |            |
| Sonic & Sega All-Stars Racing             | 2010 | Xbox 360/PS3/Wii/NDS/PC         |            |
| Skillz                                    | 2010 | Xbox/PC                         |            |
| Sodium 2                                  | 2011 | PlayStation 3                   |            |
| Psychroma                                 | 2011 | iOS                             |            |
| Extreme Bingo                             | 2012 | Facebook                        |            |
| Adventure Dungeon                         | 2012 | iOS                             |            |
| Travel Bug                                | 2012 | PlayStation Vita                |            |
| Boxbeats                                  | 2012 | PlayStation 3                   |            |
| Table Top Racing                          | 2013 | iOS                             |            |
| Write Your Own Music                      | 2013 | Xbox 360                        |            |
| Slipstream GX                             | 2013 | PC                              |            |
| Table Top Racing                          | 2014 | Android/PSVita                  |            |
| Gravity Crash                             | 2014 | PlayStation Vita                |            |
| Dynablaster Revenge                       | 2014 | PC                              |            |
| Gravity Crash Ultra                       | 2014 | PS4/PSVita                      |            |
| Pacer                                     | 2017 | PC/PS4/Xbox One                 |            |

## Magánélete
Tim Wright házas, felesége Claire, egy fiuk van. Négyen vannak fiútestvérek. A szintén walesi Claire-rel még a Psygnosis cégnél töltött ideje alatt találkoztak. Claire régivágású rockzene-kedvelő és jobban szereti látni hogy Tim Wrightnak sikere van, mint hallgatni az általa írt dalokat.